# 병 속에 든 편지
《병 속에 담긴 편지》(영어: Message in a Bottle)는 1999년에 개봉한 로맨틱 드라마 영화이다. 니컬러스 스파크스가 1998년에 발표한 동명 소설이 원작이다. 케빈 코스트너, 로빈 라이트, 폴 뉴먼 등이 출연하였다.
평단으로부터 대체로 부정 평가를 받았다.

## 줄거리
전직 기자인 시카고 트리뷴 조사원 테리사는 코드곶에서 캐서린이란 여성 앞으로 보내는, 병 속에 담긴 편지를 발견한다. 직장에서 이를 공유하자 동료들은 테리사에게 허락을 구하지도 않고 기사화해버린다.
테리사와 동료들은 편지에 사용된 타자기와 레터헤드 등을 단서로 삼아 노스캐롤라이나주 아우터뱅크스에 살고 있는 편지의 주인공 개릿 블레이크를 찾아낸다. 개릿은 아버지 도지 가까이에 살며 사별한 아내 캐서린을 그리워하고 있었다.
찾아온 진짜 목적을 숨긴 테리사는 개릿과 가까워지는데...

## 출연진
- 케빈 코스트너 - 개릿 블레이크 역
- 로빈 라이트 펜 - 테리사 역
- 존 새비지 - 조니 랜드 역
- 일리아나 더글러스 - 리나 역
- 로비 콜트레인 - 찰리 역
- 제시 제임스 - 제이슨 역
- 폴 뉴먼 - 도지 역
- 베설 레슬리 - 마타 역
- 래피얼 스바지 - 앤디 역
- 로즈메리 머피 - 헬렌 역

## 우리말 녹음
KBS 성우진
- 양지운 - 개릿(케빈 코스트너)
- 강희선 - 테리사(로빈 라이트 펜)
- 유강진 - 도지(폴 뉴먼)
- 박영재 - 조니(존 새비지) / 앤디(래피얼 스바지)
- 임은정 - 리나(일리아나 더글러스) / 헬렌(로즈메리 머피) / 애니(퍼트리샤 벨처)
- 유해무 - 찰리(로비 콜트레인)
- 오인실 - 제이슨(제시 제임스) / 마타(베설 레슬리) / 캐서린(수전 브라이트빌) / 메리(메건 라일리그랜트)
- 안종국 - 행크(톰 올드리지) / 쳇(리처드 해밀턴)
- 정성훈 - 데이비드(스티븐 엑홀트) / 조니의 친구(그레그 처스코프스키)
- 전인배 - 조니의 친구(로버트 소베어탈로) / 타자기 수리공(저스틴 디페이고)